# جامعة ستيتسون
جامعة ستيتسون هي جامعة خاصة بها أربع كليات ومدارس تقع عبر ممر I-4 في وسط فلوريدا مع الحرم الجامعي الأساسي في ديلاند. تأسست الجامعة عام 1883 واكتمل تأسيسها عام 1887. في المجموع، هناك أكثر من 4000 طالب مسجلين حاليًا في جامعة ستيتسون.

## التاريخ
تأسست جامعة ستيتسون عام 1883 وكانت تُعرف باسم أكاديمية ديلاند، على اسم المؤسس الرئيسي للمدينة، هنري أديسون ديلاند. في عام 1889، تم تغيير الاسم إلى جامعة جون ستيتسون لتكريم صانع القبعات المعروف الذي قدم تبرعات سخية لشركة ستيتسون. كان جون ستيتسون من المستفيدين من الجامعة وعمل جنبًا إلى جنب مع هنري ديلاند كأمين مؤسس.
كان أول مدير للأكاديمية هو الدكتور جون إتش جريفيث، وهو وزير. عندما تأسست الكلية، تولى الدكتور جون فرانكلين فوربس منصب الرئيس الأول. حتى عام 1995، كان ستيتسون منتسبًا إلى اتفاقية فلوريدا المعمدانية وكان يُعتبر «مدرسة معمدانية».

## حرم الجامعة

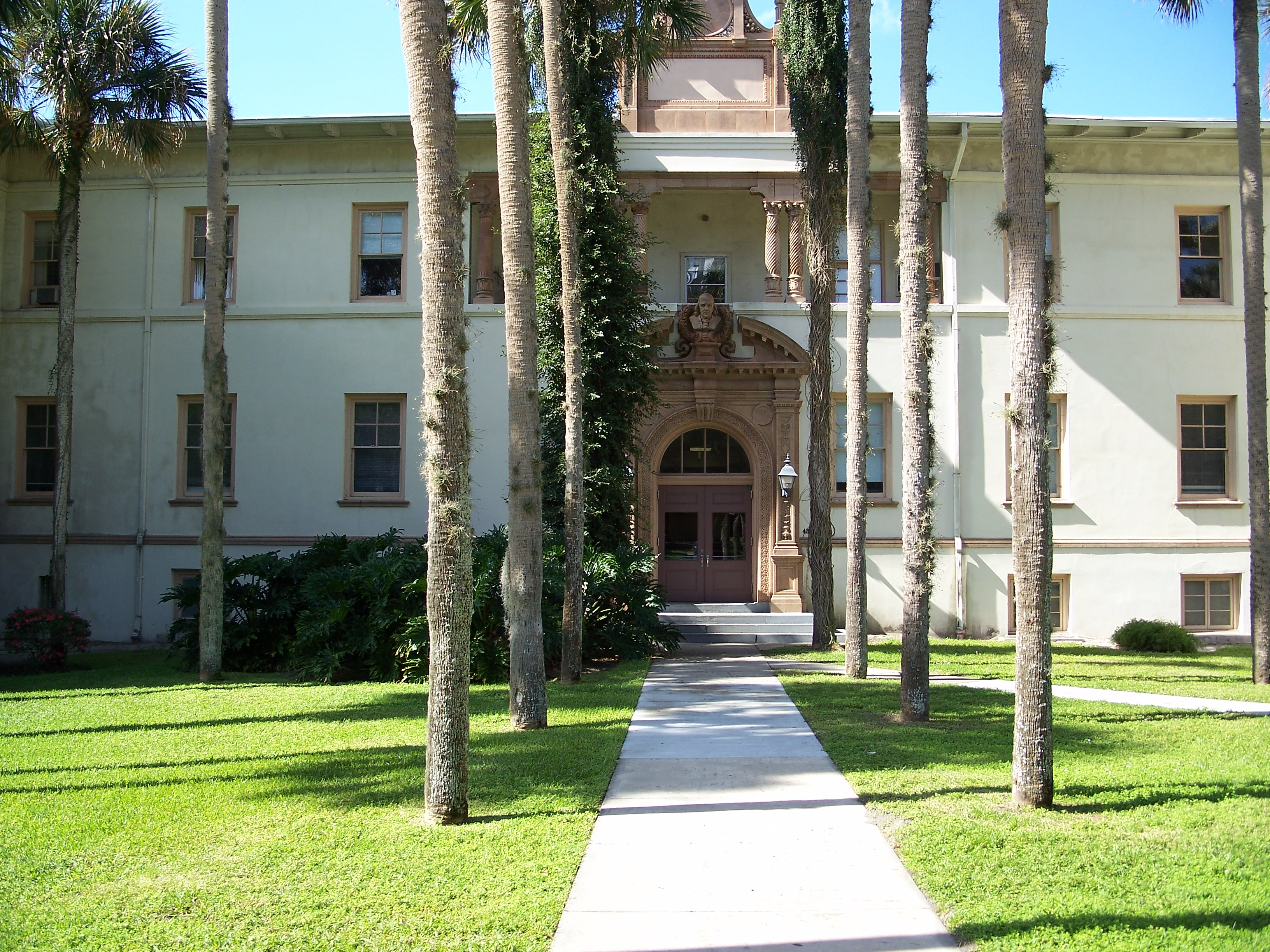
قاعة فلاجلر.

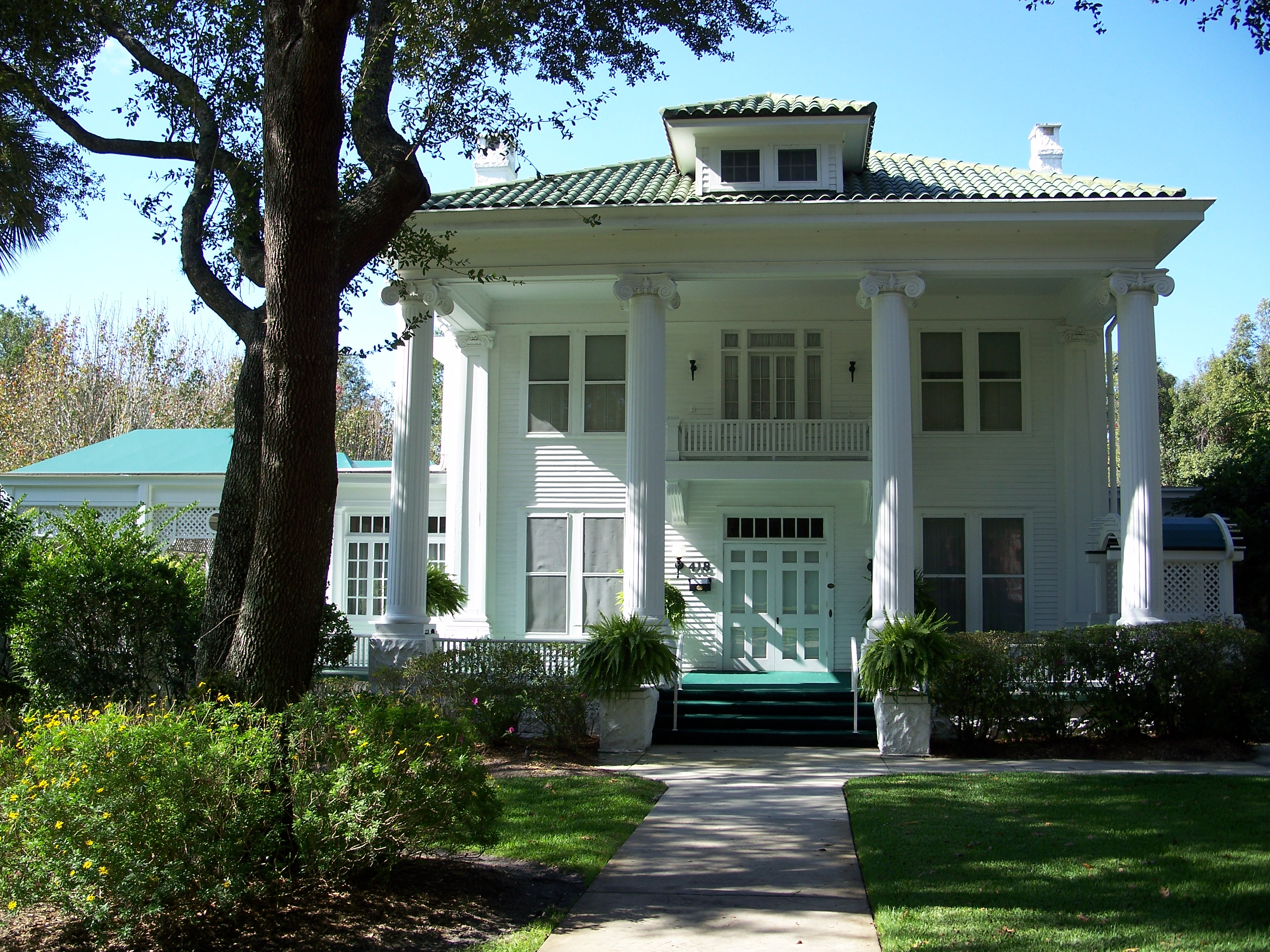
منزل الرئيس.

تقع جامعة ستيتسون تقريبًا في منتصف الطريق بين أورلاندو ودايتونا بيتش بولاية فلوريدا في بلدة تسمى ديلاند بولاية فلوريدا. يقع الحرم الجامعي شمال منطقة وسط المدينة. حرم ديلاند هو موطن لكلية الآداب والعلوم بالجامعة، وكلية إدارة الأعمال، وكلية الموسيقى، ومعظم برامج الدراسات العليا.
175 أكر (0.71 كـم2) في ديلاند تم تحديدها على المستوى الوطني من قبل السجل الوطني للأماكن التاريخية باعتباره الحي التاريخي لحرم جامعة ستيتسون لأقدم مجموعة من المباني المتعلقة بالتعليم في فلوريدا.
تم افتتاح ديلاند هول في عام 1884. كانت التكلفة الأصلية للمبنى 4000 دولار. عُرف ديلاند هال كأول مبنى أكاديمي في الحرم الجامعي. اليوم، يُعرف بأنه أقدم مبنى في فلوريدا قيد الاستخدام المستمر للتعليم العالي. يضم ديلاند هال مكتب الرئيس ومكاتب المسؤولين الآخرين.
يعد مركز لاين للأعمال مقرًا لكلية إدارة الأعمال بالجامعة. يُعرف مركز مركز لاين للأعمال في الحرم الجامعي باسم مركز لاين للأعمال. تم إنشاء مركز لاين للأعمال في عام 2003، وحصل على شهادة الريادة في تصميمات الطاقة والبيئة وأصبح ليس فقط أول مبنى أخضر في ستيتسون في الحرم الجامعي، ولكن أيضًا أول مبنى أخضر في ولاية فلوريدا.
تضم إليزابيث هول عددًا من الأقسام في كلية الآداب والعلوم. الطرف الجنوبي من المبنى هو موطن لي تشابل. إليزابيث هول هي رمز رسمي للحرم الجامعي. جاء اسم إليزابيث هول من إليزابيث، زوجة المؤسس جون بي ستيتسون. تم تصميم المبنى على طراز قاعة الاستقلال في فيلادلفيا، ويتكون من ثلاثة طوابق من الآجر المزخرف، مع جناح مركزي من الطوب مكون من أربعة طوابق تعلوه كوبولا بيضاء ثلجية. كان المبنى بمثابة كلية العلوم الطبيعية، وكذلك المكتبة قبل تقديم سامبسون هول، التي احتفظت بالكتب حتى تم إنشاء مكتبة دوبونت بال (Dupont-Ball). يضم المبنى حاليًا مكاتب الكلية وقسم الفلسفة وقسم العلوم السياسية وقسم الاقتصاد في الطابق الأول. يضم الطابق الأول أيضًا مركز براون للتميز في التدريس، والذي أصبح ممكنًا بفضل هدية بملايين الدولارات من أعضاء مجلس الإدارة حياة وسي سي براون.
تقع قاعة لي تشابل (Lee Chapel) في قاعة إليزابيث التاريخية. يبلغ عمر القاعة 100 عام وتتسع لـ 700 شخص في أجواء حميمة. الخصائص الصوتية مناسبة تمامًا لعروض الموسيقى الكلاسيكية. تم تكريس الكنيسة لابن ستيتسون (بن)، الذي توفي عن عمر يناهز 6 سنوات. تم بناؤه في عام 1897 وتم تشييده تكريما لذكرى ابن جون ستيتسون الذي توفي عن عمر يناهز 6 سنوات. تم تسميته على اسم دوغلاس لي (H. Douglas Lee) الذي شغل منصب الرئيس الثامن لستيتسون من عام 1987 حتى عام 2009. تستوعب ما يصل إلى 787 شخصًا وكانت مخصصة لمجد الله والحقيقة. قام ويليام شارب، أستاذ الفنون هنا، بتصميم جميع النوافذ الزجاجية الملونة في الكنيسة. وهي مكونة من 2548 أنبوبًا وقد أتت هنا في 56 صندوقًا من هامبورغ، ألمانيا. استغرق البناء شهرين من قبل ثلاثة رجال. جنبًا إلى جنب مع العديد من موسيقيي ستيتسون والموسيقيين المتجولين المشهورين؛ ويليام جينينغز برايان، رالف نادر، جيمي كارتر، روبرت فروست، وديزموند توتو من بين الأشخاص المشهورين الذين تحدثوا في لي تشابل. 
التحسينات الأخيرة في عام 2018، أعلنت جامعة ستيتسون عن تبرع بقيمة 18 مليون دولار لبناء مبنى علمي جديد في حرم ديلاند وتعزيز البرامج العلمية. تم تقديم هذا التبرع من قبل هايات وسيسي براون. قبل ذلك، تم إنفاق أكثر من 17 مليون دولار في أعمال البناء الجديدة في حرم ديلاند لإنشاء مركز رينكر، ومبنى كارلتون يونيون، وغيرها.
تأسست كلية الحقوق بجامعة ستيتسون عام 1900 في ديلاند. تم إغلاقها من عام 1942 إلى عام 1946 بسبب الحرب العالمية الثانية. في عام 1954، تم نقل كلية الحقوق إلى جولفبورت، فلوريدا حيث لا يزال قانون ستيتسون موجودًا حتى اليوم. كانت كلية الحقوق بجامعة ستيتسون أول كلية قانون في فلوريدا.
حرم جامعي خالٍ من التدخين
أصبح الحرم الجامعي السكني في ديلاند وجولف بورت خاليًا من التدخين والتبغ في 1 أغسطس 2014.
موقع التصوير تم استخدام حرم ديلاند في ستيتسون كمجموعة لعدد من الأفلام والبرامج التلفزيونية. من بينها فيلم آدم ساندلر، وأفلام أخرى.

### السكن والحياة السكنية
يوجد العديد من قاعات السكن في حرم ديلاند بجامعة ستيتسون. وتشمل هذه:
- قاعة كارسون هوليس
- قاعة شودوين
- قاعة كونراد
- قاعة إميلي
- قاعة جورديس
- قاعة هاتر
- المنازل 1-7 (والتي تشمل الطالبات)
- منازل A-F (والتي تشمل الأخويات)
- قاعة نيميك
- شقق بليموث
- قاعة سميث
- شقق ستيتسون كوف
- شقق ستيتسون أوكس
- شقق ستيتسون بالمز
- قاعة الجامعة (U-Hall)
- شقق القرية الجامعية (UVA)

## أكاديمية
تقدم جامعة ستيتسون أكثر من 55 تخصصًا وقصرًا تؤدي إلى بكالوريوس الآداب (BA)، وبكالوريوس العلوم (BS)، وبكالوريوس الموسيقى (BM)، وبكالوريوس التربية الموسيقية (BME)، وبكالوريوس إدارة الأعمال (BBA).. هناك 18 برنامجًا للدراسات العليا في الأعمال والقانون والتعليم والإرشاد وماجستير الفنون الجميلة. يتم تقديم دكتوراه في القانون وماجستير في القانون من قبل كلية ستيتسون للقانون، والتي تضمن القبول لخريجي ستيتسون الذين يستوفون متطلبات أكاديمية معينة. يتم تقديم برامج درجة مزدوجة في القانون وإدارة الأعمال، وفي الصيدلة وإدارة الأعمال.
تم اعتماد الجامعة من قبل لجنة كليات الرابطة الجنوبية للكليات والمدارس. نسبة الطلاب إلى أعضاء هيئة التدريس هي 12-1. إجمالي أعضاء هيئة التدريس بدوام كامل في جميع كليات ومدارس ستيتسون هو 265.

### كلية الآداب والعلوم
تعد كلية الآداب والعلوم قلب الفنون الحرة بالجامعة، حيث تضم 19 قسمًا أكاديميًا والعديد من البرامج متعددة التخصصات. تعد كلية الآداب والعلوم أكبر كلية في الحرم الجامعي من حيث إجمالي التخصصات الجامعية وإجمالي عدد أعضاء هيئة التدريس. كلية الآداب والعلوم هي الأكبر والأكثر تنوعًا من كليات ومدارس جامعة ستيتسون. وهي تشمل العلوم الإنسانية، والعلوم الطبيعية، والعلوم الاجتماعية، والتربية والفنون. نسبة الطلاب إلى أعضاء هيئة التدريس 12: 1.

### مدرسة الموسيقى
تم تصنيفها كواحدة من أرقى مدارس الموسيقى للطلاب الجامعيين فقط في البلاد، وهي أول مدرسة جامعية للموسيقى في فلوريدا لديها تقليد دائم في التدريس من الدرجة الأولى. يسمح حجمها الصغير بجو حميمي والتفاعل بين الطلاب وأعضاء هيئة التدريس. يوجد تسجيل محدد لما يزيد قليلاً عن 300 تخصص وقاصر و52 عضو هيئة تدريس فنان. تشمل فرص الأداء للطلاب الأوركسترا السيمفونية والفرقة والجوقات والأوبرا والمسرح الموسيقي والجاز وموسيقى الحجرة والحفلات الفردية. يتضمن المنهج خيارات للحصول على درجات علمية في الأداء والتعليم والنظرية والتكوين. يمكن لطلاب الموسيقى الجمع بين دراسة الموسيقى والأعمال التجارية وما قبل القانون والعديد من المجالات الأخرى. كانت مدرسة للموسيقى عضوا المعتمدة من الرابطة الوطنية للمدارس للموسيقى منذ عام 1938، ويتم تضمينها في مجلة بريد «قائمة الكليات الألى» في فئة برامج الفنون البارزة.
يمكن لطلاب الموسيقى اختيار بكالوريوس الموسيقى في تكنولوجيا الموسيقى، كما يتوفر بكالوريوس الآداب في الفنون الرقمية - الصوت. من خلال التعاون بين كليات الموسيقى وإدارة الأعمال، يمكن للطلاب الحصول على درجة جامعية في الموسيقى ودرجة دراسات عليا في الأعمال في غضون خمس سنوات.

### كلية إدارة الأعمال
افتتحت كلية إدارة الأعمال أبوابها في عام 1897 وهي اليوم واحدة من 178 كلية إدارة أعمال في جميع أنحاء العالم تم اعتمادها في كل من المحاسبة والأعمال من قبل جمعية تطوير كليات إدارة الأعمال (AACSB). تتميز كلية إدارة الأعمال بمجموعة من التخصصات التقليدية وغير التقليدية. يقدم كل تخصص مجالًا دراسيًا مخصصًا لأنضباط أعمال معين. تشمل تخصصات البكالوريوس المحاسبة، والإدارة، والتمويل، والأعمال التجارية الدولية، ونظم المعلومات الإدارية، والتسويق، والأعمال التجارية العائلية، والأعمال العامة. تشمل برامج الماجستير MBA بالإضافة إلى تخصصات أخرى. برنامج المحاسبة هو واحد من 182 برنامجًا معتمدًا عالميًا من قبل جمعية تطوير كليات إدارة الأعمال العالمية. تم الاعتراف بكلية إدارة الأعمال من قبل The Princeton Review كأفضل كلية إدارة أعمال (في الجنوب الشرقي).

### كلية الحقوق
أول كلية قانون في فلوريدا، وهي كلية حقوق معتمدة، قامت بتعليم المحامين والقضاة وقادة المجتمع لأكثر من قرن. تحتل الكلية المرتبة الأولى باستمرار في الإنجازات الخاصة بالدعوة للمحاكمات والكتابة القانونية، وقد كانت عضوًا في رابطة كليات الحقوق الأمريكية منذ عام 1931.

### مكتبات

#### مكتبة دوبونت بول
توفر المكتبة المسح الضوئي والطباعة ثلاثية الأبعاد ، ونظارات جوجل، ومجموعة متنوعة من الأجهزة اللوحية، وأدوات الحياة (كاميرات صغيرة يمكن ارتداؤها تلتقط صورًا عالية الدقة يمكن بثها مباشرة عبر الإنترنت). بالإضافة إلى ذلك، توفر قواعد بيانات المكتبة الوصول إلى 50000 مجلة ومجلة وصحيفة ذات نصوص كاملة.
تشتمل أرشيفات جامعة ستيتسون على تذكارات وصور فوتوغرافية وكتب سنوية ورسائل إخبارية ووثائق أخرى تتعلق بتاريخ الجامعة. تحتوي الأرشيفات أيضًا على مجموعات خاصة لا تتعلق مباشرة بتاريخ الجامعة.
تحتفظ مكتبة دوبونت بال أيضًا بمجموعة من الوثائق الحكومية. إنه أقدم مستودع فيدرالي في فلوريدا، تأسس عام 1887. تتلقى المكتبة منشورات ولاية فلوريدا منذ عام 1968. مجموعات الإيداع للوثائق الحكومية الفيدرالية وفلوريدا متاحة لعامة الناس مجانًا وبدون قيود. يتم سرد بعض المستندات الفيدرالية وجميع وثائق الولاية في فهرس المكتبة عبر الإنترنت. يمكن الوصول إلى تلك التي لا يمكن الوصول إليها من خلال الكتالوج من خلال قواعد بيانات الاشتراك الخاصة بهم عبر الإنترنت.
تضم المكتبة أيضًا مختبر الابتكار، وهو مساحة عمل للطلاب وأعضاء هيئة التدريس والموظفين لاستخدامها في إنشاء مشاريع للفصول والمختبرات ومشاريع البحث أو لمجرد التسلية. يتميز المختبر بطابعات ثلاثية الأبعاد وتقنية الواقع الافتراضي ومحطات عمل للحام والنجارة والخياطة والمزيد.

#### مكتبة دوللي وهوميروس
تدعم مكتبات كلية الحقوق بجامعة ستيتسون في جولفبورت وتامبا الجهود البحثية للطلاب وأعضاء هيئة التدريس والموظفين والمقاعد والبارات. مكتبة الحرم الجامعي جولفبورت مفتوحة للجمهور. إن المجموعات المجمعة من القوانين وتقارير المحاكم والمجلات والرسائل، في أشكال متنوعة، أعلى من الحجم المتوسط لمكتبات القانون الأكاديمية في الولايات المتحدة.

#### التاريخ المبكر
قبل إنشاء أول مكتبة في عام 1887، بدأت جامعة ديلاند في تجميع مجموعة صغيرة من الكتب. في هذا الوقت، تم وضع أقل من 1300 مجلد على أرفف الكتب في ديلاند هال، مما أدى إلى مشاركة المساحة مع مختبر العلوم. بدأت مجموعة المكتبة في التوسع بسرعة في نوفمبر 1887 عندما تم اختيار الكلية لتصبح أول مستودع في فلوريدا لوثائق الحكومة الفيدرالية. سترسل حكومة الولايات المتحدة حوالي 600 مجلد إلى المكتبة خلال العامين المقبلين.
تم تغيير اسم جامعة ديلاند إلى جامعة جون ستيتسون في عام 1889، وكانت أول جامعة في فلوريدا توظف أمين مكتبة بدوام كامل. في عام 1888، عينت الجامعة وارن ستون جوردس أستاذًا للغة. بالإضافة إلى تدريس اليونانية واللاتينية، وجد جورديس نفسه مكلفًا كمدير للمكتبة. اكتشف جورديس أثناء إطلاعه على المواد أن المكتبة ليس بها نظام تصنيف تقليدي؛ بدلاً من ذلك، تم ترتيب الكتب ووضعها على الرفوف حسب الموضوع بعد تسجيلها في دفتر الأستاذ حسب ترتيب استقبالها. وإدراكًا منه أن المكتبة الموسعة بحاجة إلى حل دائم، أجرى جورديس بعض الأبحاث وقرر استخدام طريقة فهرسة القاموس ونظام تصنيف ديوي العشري. أدرك جوردس أيضًا أن المكتبة بحاجة إلى دمج الدوريات كمصادر. نظرًا لأنه كان مسؤولًا عن بناء المجموعة، فقد خصص أموالًا لشراء بعض المجلات الأكثر انتشارًا في ذلك الوقت. بالإضافة إلى ذلك، قام جوردس بتدريب مساعدي المكتبات على اتباع إجراءات المكتبة الصحيحة وعلم الطلاب كيفية تحديد موقع العناصر في المكتبة.

#### قاعة سامبسون (مكتبة كارنيجي)
خلال أواخر القرن التاسع عشر وأوائل القرن العشرين، كان لقطب الصلب الإسكتلندي الأمريكي والمحسن أندرو كارنيجي دورًا أساسيًا في بناء مكتبات عامة مجانية، بالإضافة إلى عدد من مكتبات الجامعات. تُعرف المكتبة التي تم بناؤها بتبرعات من مؤسسة كارنيجي بنيويورك باسم مكتبة كارنيجي. تم بناء إجمالي 2509 مكتبة كارنيجي في جميع أنحاء العالم بين عامي 1883 و1929 ؛ 1689 منها شيدت في الولايات المتحدة. 14 بنيت في فلوريدا.
كانت إحدى مكتبات فلوريدا الأكاديمية الأربع التي مولها أندرو كارنيجي في حرم جامعة ستيتسون في ديلاند. تلقت الجامعة 40 ألف دولار في 12 مارس 1906 - وهي أكبر منحة من كارنيجي تُمنح لمكتبة أكاديمية في فلوريدا. قامت إليزابيث س. ستيتسون، زوجة جون ب. ستيتسون، بمطابقة مساهمة كارنيجي في السماح ببناء مكتبة سامبسون. تم افتتاحه في عام 1908، وتم تسميته على اسم أمين الجامعة سامبسون، الذي كان من كبار المانحين لصندوق مكتبة ستيتسون. كما ورث سامبسون 20000 دولار للمكتبة مقابل هبة. تم تصميم مكتبة سامبسون من قبل المهندس المعماري الفلوريدي الشهير هنري جون كلوثو. اختار كلوثو محاكاة التصميم الكلاسيكي الجديد التقليدي الذي ميز العديد من مكتبات كارنيجي الأمريكية.
في عام 1964، أصبحت مكتبة دوبونت بول مبنى المكتبة الرئيسي الجديد في الحرم الجامعي. اضطلع الطلاب وأعضاء هيئة التدريس والموظفون بمهمة نقل أكثر من 100,000 كتاب وموارد أخرى من قاعة سامبسون إلى مبنى مكتبة دوبونت بال. تم تشجيع الطلاب على مساعدة أعضاء هيئة التدريس والموظفين لمدة ساعة واحدة، ولكن العديد منهم كانوا على استعداد للبقاء والمساعدة طوال اليوم لرؤية المهمة حتى الانتهاء.

### برامج خاصة
تتوفر مجموعة متنوعة من البرامج الأكاديمية الخاصة للطلاب، حيث يدير طلاب الأعمال محفظة حقيقية تزيد عن 2.8 مليون دولار، برنامج الشرف، حيث يتعاون الطلاب وأعضاء هيئة التدريس في مجتمع متعدد التخصصات. معهد هوليس لإصلاح التعليم، الذي يحاول تحسين التعليم من مرحلة ما قبل المدرسة حتى الكلية، ومعهد ستيتسون للبحوث الاجتماعية، الذي يقدم خدمات للوكالات الخارجية، ومركز المؤسسة العائلية، الذي يقدم تخصصًا في الأعمال التجارية العائلية، بالإضافة إلى توفير برنامج مبيعات سينتوريون المتقدم في المبيعات المهنية.
تقدم جامعة ستيتسون أيضًا برامج خاصة للطلاب حتى الصف التاسع. تعمل جامعة ستيتسون بالتعاون مع مركز بنك بلين الدولي لتعليم الموهوبين وتنمية المواهب في جامعة أيوا، وترعى برنامج (الطلاب الموهوبون المتفوقون).

### تعليم عالمي
تقدم جامعة ستيتسون برامج الدراسة بالخارج في عدد من الجامعات في إسبانيا وفرنسا وألمانيا والمكسيك وإنجلترا واسكتلندا وروسيا والنمسا والصين، بالإضافة إلى خيار للدراسة في واشنطن العاصمة. 

### البحوث الجامعية
بالإضافة إلى إكمال مشروع «أطروحة التخرج» الإلزامي للتخرج، يتمتع الطلاب بفرصة تطوير مشاريعهم البحثية والمشاركة في أبحاث أعضاء هيئة التدريس. هناك برنامجان متميزان يشجعان البحث الجامعي: مسابقة (تجربة البحث الجامعية في ستيتسون)، والتي توفر رواتب صيفية وموجهين أعضاء هيئة التدريس لمشاريع بحثية مختارة للطلاب؛ و (مشروع ستيستون شوكيس)، وهو حدث لمدة يوم يشجع جميع الطلاب الجامعيين على مشاركة أبحاثهم مع مجتمع ستيتسون.

### المحاضرين الضيوف
استضاف ستيتسون عددًا من المحاضرين البارزين، بعضهم من خلال معهد ستيتسون للأخلاقيات المسيحية. من بين المحاضرين البارزين رئيس الأساقفة ديزموند توتو، رئيس الولايات المتحدة السابق جيمي كارتر رائد فضاء / السناتور بيل نيلسون، المؤلف إيلي ويزل، المؤرخ ريتشارد بايبس، العلماء إي أو ويلسون وجين غودال، الصحفيون بيل مويرز وويليام إف باكلي جونيور، الكاتب المسرحي إيف إنسلر، سابق حاكم فلوريدا تشارلي كريست وحاكم فلوريدا السابق / السناتور الأمريكي بوب جراهام.
ومن بين الزوار الآخرين رالف نادر، بكمنستر فولر، ستوكلي كارمايكل (كوامي توري)، روبرت فروست، شيرلي تشيشولم، جون كينيث جالبريث، أندريس سيغوفيا، رون جيريمي، وآرت سبيجلمان.

### اكمال التعليم
تقدم الجامعة أقسامًا وبرنامجًا متخصصًا في الخدمات للمتعلمين مدى الحياة والمنظمات خارج مجتمع ستيتسون.

## الحياة الطلابية
يوجد في ستيتسون ما يقرب من 20 منظمة أكاديمية ومهنية فخرية وأكثر من 100 منظمة طلابية أخرى في الحرم الجامعي، بما في ذلك فاي بيتا كابا (أول جامعة خاصة في فلوريدا تحصل على فصل)؛ برنامج فلويد إم ريديك النموذجي لمجلس الشيوخ بالولايات المتحدة؛ ذا ريبورتر (The Reporter)، أقدم صحيفة جامعية في فلوريدا. نموذج الأمم المتحدة؛ الأخوة المهنية فاي ألفا دلتا ما قبل القانون؛ بساي تشاي، وهو علم نفس دولي يكرم الأخوة؛ ألفا كابا دلتا، جمعية تكريمية دولية في علم الاجتماع؛ الأخوة المهنية ألفا كابا بسي للأعمال التجارية؛ أوميكرون دلتا كابا الأخوة القيادة الوطنية؛ الشعر في ساعة غير مألوفة (نادي قراءة الشعر)؛ هاتر هارفيست (حديقة عضوية مجتمعية)؛ تاتشستون، مجلة الطالب الأدبية، وغيرها الكثير.
هناك العديد من المنظمات الدينية في الحرم الجامعي أيضًا، بما في ذلك الزمالة المعمدانية الجماعية؛ وزارة الحرم الجامعي الكاثوليكية. ويسلي هاوس (وزارة الميثودية)؛ منظمة الطلاب المسلمين الأمريكيين ؛ هيليل، منظمة طلابية يهودية ؛ الشهرة، مجموعة عبر الأديان؛ وشيلد، منظمة العنصرة.
هناك أيضًا عدد من المنظمات متعددة الثقافات والعدالة الاجتماعية في الحرم الجامعي، بما في ذلك جمعية الطلاب السود، والمنظمة الإسبانية للتوعية بأمريكا اللاتينية (HOLA)، ومنظمة الطلاب الذين يتابعون بنشاط المساواة (OSAPE) وغيرها.
هناك أيضًا وحدة فيلق تدريب ضباط الاحتياط بالجيش (ROTC) والتي يمكن للطلاب المشاركة فيها في الحرم الجامعي من خلال جامعة إمبري ريدل للطيران. يسمح الإكمال الناجح لبرنامج تدريب ضباط الاحتياط لطلاب الجامعات بالتكليف في جيش الولايات المتحدة كملازم ثانٍ، ويتطلب التزامًا بخدمة ما بعد التخرج.
تمثل الجالية اليونانية في ستيتسون حوالي تسعة وعشرين بالمائة من التكوين الطلابي كعضو في أخوية أو نادي نسائي.
توجد ست جمعيات نسائية اجتماعية في الحرم الجامعي.

### أفلام
تم تصوير العديد من الأفلام في حرم ستيتسون (وفي مدينة دي لاند).

### الحكومة الطلابية
تأسست جمعية حكومة طلاب جامعة ستيتسون في عام 1908، وهي الهيئة التمثيلية والتنفيذية لصنع القرار لجميع الطلاب الجامعيين في مجتمع ستيتسون. تتكون حوكمة الطلاب في ستيتسون من فرعين، فرع تنفيذي وفرع تشريعي من مجلس واحد. تتكون السلطة التنفيذية من الرئيس ونائب الرئيس وسكرتير الاتصال ووزير المالية وسكرتير مشاركة الطلاب. يتم انتخاب الرئيس ونائب الرئيس سنويًا في الربيع. بعد التقسيط، يعين الرئيس أمناء الاتصال والتمويل وإشراك الطلاب.

### فلويد إم ريديك نموذج مجلس الشيوخ الأمريكي
تستضيف جامعة ستيتسون أول وأقدم برنامج نموذج لمجلس الشيوخ في الولايات المتحدة على مستوى الكلية (تأسس عام 1970) كل عام في مارس. كل عام، يجتمع الطلاب من الكليات والجامعات في جميع أنحاء البلاد في ستيتسون لهذا الحدث الذي يستمر ثلاثة أيام. يستنسخ نموذج مجلس الشيوخ الإجراءات والأنشطة الفعلية لمجلس الشيوخ الأمريكي في محاولة لتوفير الخبرة والتعليم للمشاركين من الطلاب. يتم تعيين كل طالب كعضو في مجلس الشيوخ في واحدة من خمس لجان تشريعية وهو مسؤول عن البحث في مجموعة متنوعة من مشاريع القوانين وصياغة التعديلات المناسبة. بالإضافة إلى ذلك، يجذب مجلس الشيوخ النموذجي المتحدثين والمحاضرين على المستوى الوطني، بما في ذلك أعضاء مجلس الشيوخ السابقون والمجلسون في الولايات المتحدة.

## ألعاب القوى

### ألعاب القوى بين الكليات
ستيتسون هو عضو في الرابطة الوطنية لألعاب القوى، وتتنافس فرق الجامعة البالغ عددها 18 فريقًا من الرجال والنساء على مستوى القسم الأول في '''مؤتمر الشمس الأطلسي''' ودوري كرة القدم الرائد ومؤتمر مترو أتلانتيك الرياضي فازت فرق كرة السلة والبيسبول والتنس الرجالي والسيدات والجولف النسائي وكرة القدم للرجال والسيدات والكرة الطائرة الرملية والكرة اللينة إما ببطولات مؤتمرات أو حصلت على تصنيفات وطنية أو اعتراف بها.

### التاريخ
تعتبر لعبة البيسبول واحدة من الرياضات البارزة في ستيتسون. منذ عام 1970، حصل برنامج البيسبول على سبع بطولات في مؤتمر الشمس الأطلسي و16 رحلة إلى الرابطة الوطنية لرياضات الجامعات. في عام 2013، ظهرت كرة السلة للسيدات للمرة الثالثة في بطولة الرابطة الوطنية لرياضات الجامعات. فاز الفريق ببطولة '''مؤتمر الشمس الأطلسي''' في أعوام 2005 و2011 و2013. شارك ستيتسون في كرة القدم من 1901 حتى 1956 محققًا رقمًا قياسيًا على الإطلاق من 155-127–27 (.545). حقق فريق كرة القدم انتصاره المائة عام 1935. في عام 2010، جمع مسؤولو الجامعة المعلومات وقاموا بتقييم جدوى بدء برنامج غير للمنح الدراسية في إطار التقسيم الفرعي لبطولة كرة القدم (القسم I-AA سابقًا). في مارس 2011، أعلن رئيس الجامعة ويندي بي ليبي عودة نادي هاتر لكرة القدم. وإضافة اللاكروس النسائي. في يوليو 2011، عين ستيتسون روجر إيه هيوز مدربًا لكرة القدم. كان فريق ستيتسون للكرة الطائرة الرملية موسمه الافتتاحي في عام 2012، بعد أن تمت الموافقة رسميًا على الرياضة للعب المؤتمرات. في عام 2013، وكرة القدم مبارياتهما الأولى.

### المنافسات
المنافسون الرئيسيون لستيتسون هم جامعة جاكسونفيل وجامعة فلوريدا جلف كوست.

### المرافق الرياضية
- مركز جيه أولي إدموندز - كرة السلة والكرة الطائرة، ساحة متعددة الأغراض بسعة 4000 مقعد، مكاتب رياضية، غرفة رفع الأثقال
- مركز التدريب الرياضي - مجمع بقيمة 6.7 مليون دولار تم افتتاحه في أغسطس 2012، وهو موطن لملاعب كرة القدم، بالإضافة إلى ملاعب وملاعب كرة القدم + اللاكروس
- باتريشيا ويلسون سوفتبول فيلد، ملعب الكرة اللينة للعام 2009[52]
- مركز ويلسون الرياضي - قسم علوم الرياضة والتمارين الرياضية وغرف اللياقة والأنشطة
- مركز ماندي ستول للتنس - بجوار ملعب كرة القدم
- ملعب البيسبول (خارج الحرم الجامعي)
- نادي فيكتوريا هيلز للجولف (خارج الحرم الجامعي)[53]
- مركز هوليس
- ملعب مارتن سبيك —6000 مقعد خارج ملعب كرة القدم بالحرم الجامعي

## الجوائز والشهادات
تم تسمية ستيتسون باستمرار من قبل مؤسسة الخدمة الوطنية والمجتمعية في قائمة الشرف الخاصة بخدمة المجتمع للتعليم العالي للرئيس مع الامتياز لمبادرات الخدمة المثالية ؛ في عام 2014، كانت ستيتسون واحدة من جامعتين فقط في البلاد حصلت على تقدير «بامتياز» في كل فئة من فئات المشاركة المجتمعية.
- حصل على منحة قدرها 1.1 مليون دولار من وزارة التعليم في فلوريدا، 2014، للشراكة مع جامعة بيثون كوكمان، ومدارس مقاطعة فولوسيا ومركز المعلمين الجديد لإنشاء وإطلاق مركز فولوسيا للتميز في التعليم.[55]
- حصل على جائزة الحرم الجامعي الأكثر مشاركة في مؤتمر الحرم الجامعي في فلوريدا لعام 2012 ؛[56] جائزة شراكة المجتمع - الحرم الجامعي، 2013 ؛[57] أربع جوائز فردية، 2014.[58]
- صُنفت كواحدة من أفضل المراكز في الجنوب من قبل يو إس نيوز آند وورد ريبورت، 2015.[59]
- تم تسميتها «المدرسة الصديقة للجيش»،[60] مع الاعتراف بكلية إدارة الأعمال من قبل تايمز العسكرية كواحدة من أفضل المدارس في البلاد لقدامى المحاربين.[61]
- حصلت كلية الحقوق بجامعة ستيتسون على المرتبة الأولى في الولايات المتحدة في مجال الدعوة للمحاكمة من قبل يو إس نيوز آند وورد ريبورت، 2015.[62]
- قدم شهادة برنامج المشاركة المجتمعية للطلاب الجامعيين، 2009.[63]

## خريجون متميزون

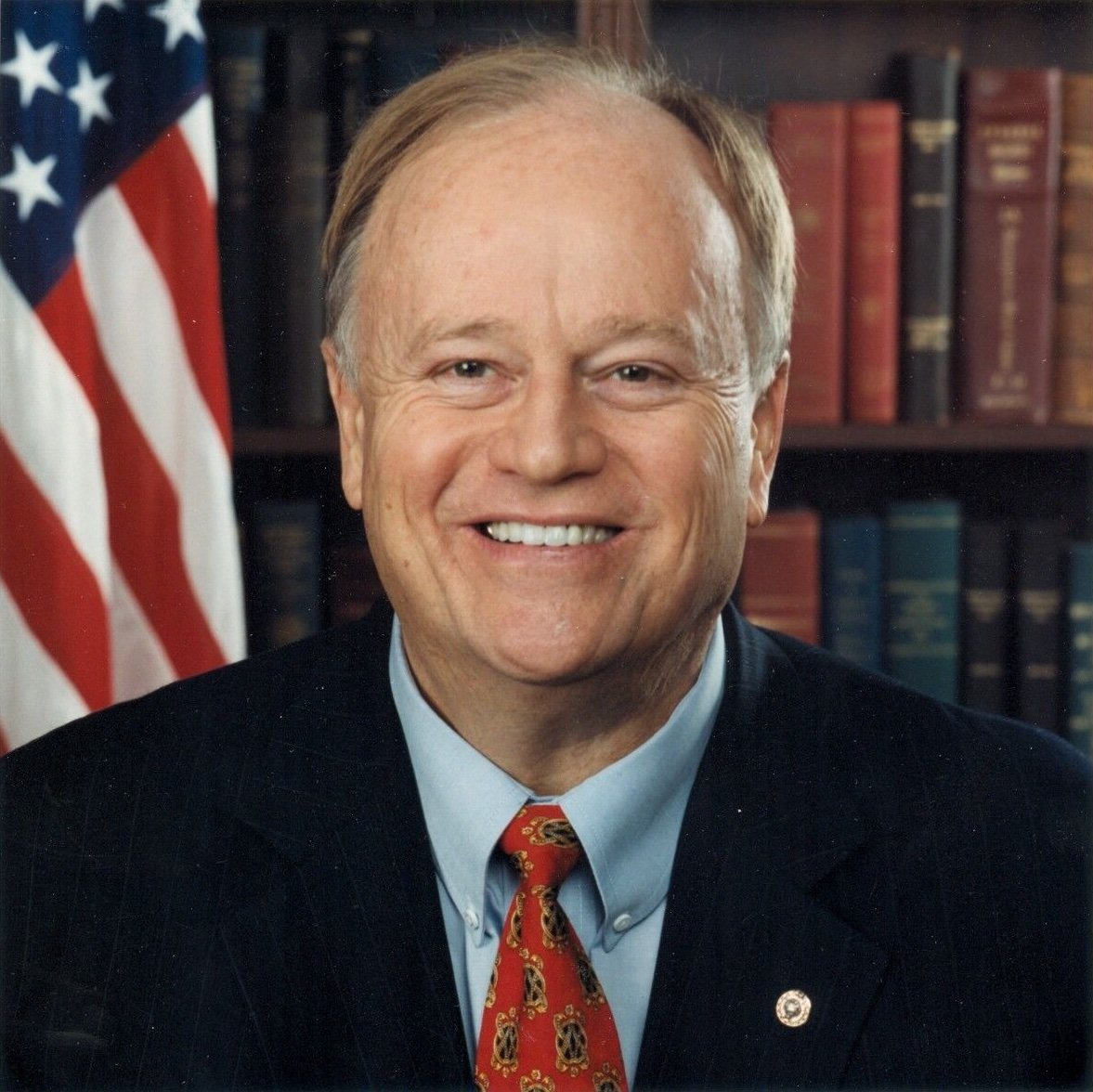
ماكس كليلاند

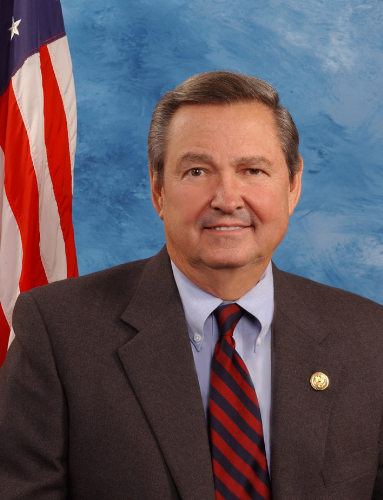
كلاي شو

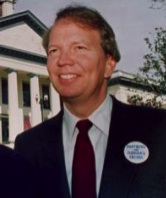
جون إل. ميلز

- جيف بوين.
- فيلما بورغس.
- بات كانون.[64]
- دويل إي. كارلتون.
- تيد كاسيدي.
- ماك كليفلاند.[65]
- كرايغ كروفورد (صحفي).
- جاكوب ديغروم.
- بيت دان.
- جيم فولي.
- أندي غاردينر.
- روي جيجير.
- آلان لي ماي.
- جيرارد مارينو.
- ريتش مكاي.
- كيفن نيكلسون.
- أدريان روجرز.
- كوري والدن.
- لورينزو ويليامز.
- إيميت ويلسون.
- جورج وينستون.

## روابط خارجية
- الموقع الرسمي
- موقع ويب جامعة ستيتسون لألعاب القوى